# 144–145 Frederick Crescent (Port Ellen)

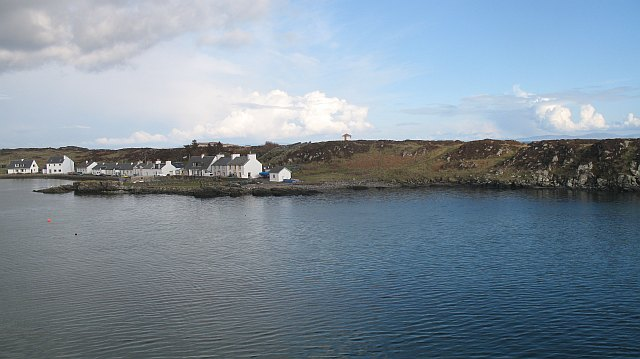
Blick über Loch Leòdamais. Die Häuser 144 und 145 Frederick Crescent sind die letzten beiden Wohnhäuser am rechten Bildrand

Bei 144–145 Frederick Crescent handelt es sich um eine Gruppe von zwei Wohnhäusern in der schottischen Stadt Port Ellen auf der Hebrideninsel Islay. Die Gebäude befinden sich an der Bucht Loch Leòdamais, um welche sich Port Ellen schmiegt, auf der Landspitze Rubha a’ Chuinnlein. Am 28. August 1980 wurden die Häuser als Gesamtanlage in die schottischen Denkmallisten in der Kategorie C aufgenommen. Mit dem Ardview Hotel und der St John’s Church befinden sich in derselben Straße zwei weitere denkmalgeschützte Gebäude.

## Beschreibung
Die Gebäudegruppe ist in geschlossener Bauweise gebaut und bildet den südwestlichen Abschluss der Straße Frederick Crescent, einer der Hauptverkehrsstraßen der Stadt, die um die gesamte Bucht herumführt und auf der gegenüberliegenden Seite am Fähranleger endet. Auf der gegenüberliegenden Straßenseite folgt nach einer Rasenfläche direkt die Bucht, sodass die jeweils etwa zehn Meter breiten Gebäude von der Wasserseite aus sichtbar sind. Die geschlossene Front weist in nordnordwestlicher Richtung über Loch Leòdamais auf die gegenüberliegenden Bootsanleger. Die Häuser stammen aus der Gründungszeit der Planstadt Port Ellen und entsprechen der typischen lokalen Bauweise des beginnenden 19. Jahrhunderts. Sie besitzen ein Obergeschoss und schließen mit schiefergedeckten Satteldächern ab. Der Eingang des östlichen, auch Texa House genannten Gebäudes ist von einfachen, pseudo-klassizistischen Pilastern umgeben. Das westliche Haus Nr. 145 ist im Gegensatz zu Nr. 144 in der landestypischen Harling-Technik verputzt.